# Dekanat Habsberg
Das Dekanat Habsberg ist ein Dekanat der römisch-katholischen Kirche im Bistum Eichstätt. Im Dekanat leben rund 23.000 Katholiken auf etwa 828 km². Territorial umfasst das Dekanat den östlichen Teil des Landkreises Neumarkt. Am 12. Juni 2011 wurde es aus den Dekanaten Kast und Velburg gegründet. Erster Dekan ist Elmar Spötle. Es gehören 25 Pfarreien zum Dekanat Habsberg, die in vier Pfarreienverbünden organisiert sind.

## Pfarreien
- Pfarrverband Velburg:
  - Darshofen
  - Günching
  - Hörmannsdorf
  - Klapfenberg
  - Lengenfeld
  - Oberweiling
  - Velburg
- Pfarrverband St. Wunibald Nord-Ost
  - Edelsfeld
  - Heldmannsberg (mit Kuratie Pommelsbrunn)
  - Königstein
  - Neukirchen
- Pfarrverband Seubersdorf  
  - Batzhausen
  - Daßwang
  - Eichenhofen
  - Seubersdorf
  - Wissing
- Pfarrverband Illschwang-Kastl-Ursensollen
  - Illschwang
  - Kastl (mit Kuratie Pfaffenhofen)
  - Ursensollen
- Pfarrverband Pilsach-Oberwiesenacker  
  - Dietkirchen (mit Expositur Laaber)
  - Litzlohe
  - Oberwiesenacker
  - Pilsach
- Pfarrverband Lauterhofen
  - Lauterhofen (mit Kuratie Karlshof u. Expositur Gebertshofen)
  - Traunfeld
  - Trautmannshofen